# 鍾梁
鍾梁（？—？年），字彦材，號西臯，浙江嘉兴府海盐人，民籍。明朝政治人物。

## 生平
正德五年（1510年）庚午科浙江乡试舉人，九年（1514年）甲戌科二甲第135名進士，授刑部主事，十四年劝谏武宗南巡，被廷杖。世宗继位，録其忠，加俸一级。奉命虑囚江南，平反死刑者百三十馀人。擢知济南府，剿平莱芜贼冦邵志，多擒斩功，改知南昌，裁正湖地赋役，权贵敛戢。丁艰归，年仅四十，即疏请致仕。著有《西臯集》八卷。次子鍾夏字时叔，有《剑津集》。